# Drachten

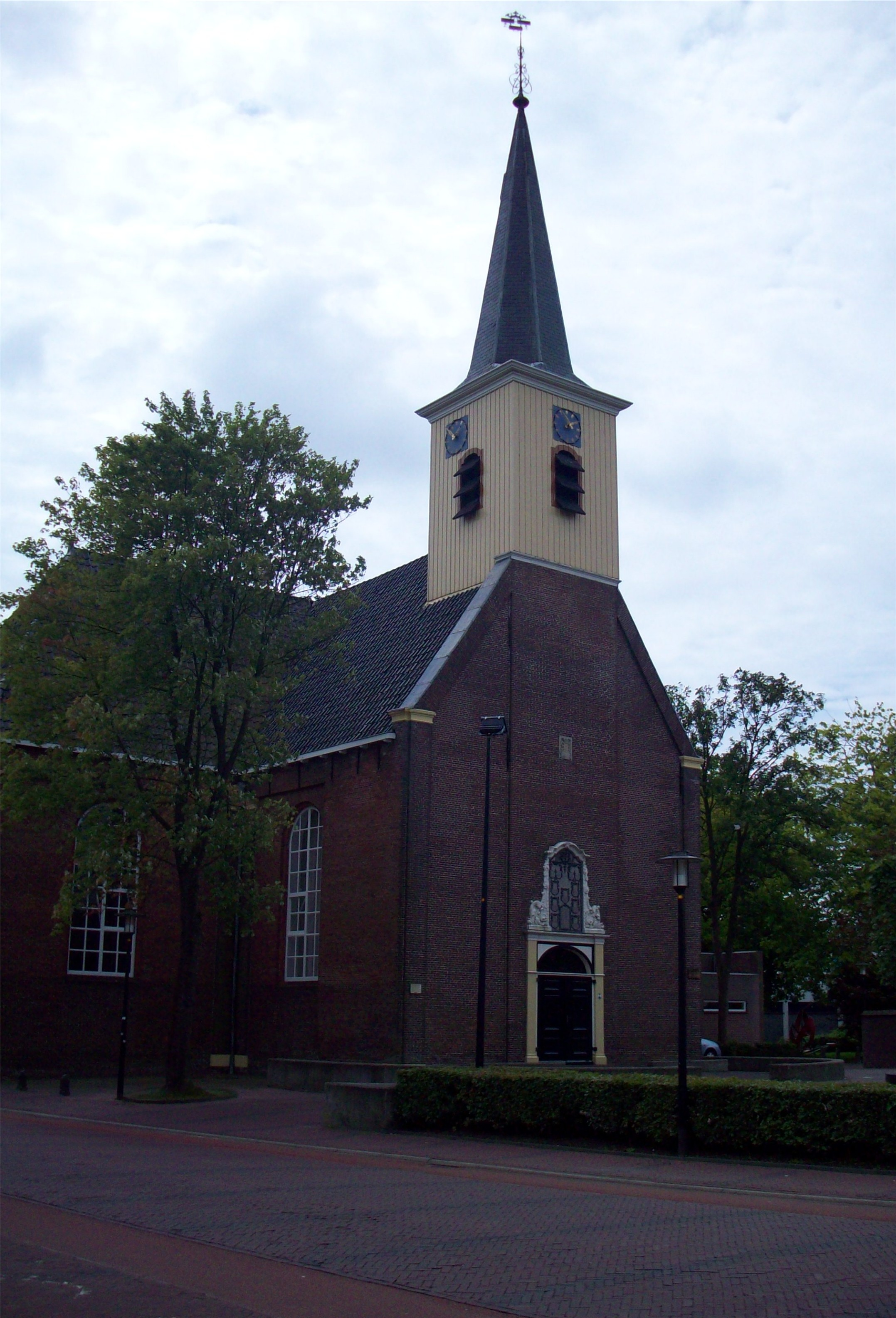
Reformerta kyrkan, Drachten

Drachten är en nederländsk stad i kommunen Smallingerland i provinsen Friesland. Den har ungefär 45 000 invånare.

## Trafikexperiment
I Drachten pågår ett trafikexperiment där trafikljusen plockas bort för att öka trafiksäkerheten. Experimentet är regisserat av Hans Monderman, en lokal trafikplanerare. På sju år har det inte inträffat en enda dödsolycka i Drachten, mot normalt en vart tredje år.
Detta experiment ingår i den EU-stödda forskningen för "shared space".